# Jane Sharp
Pour les articles homonymes, voir Sharp.

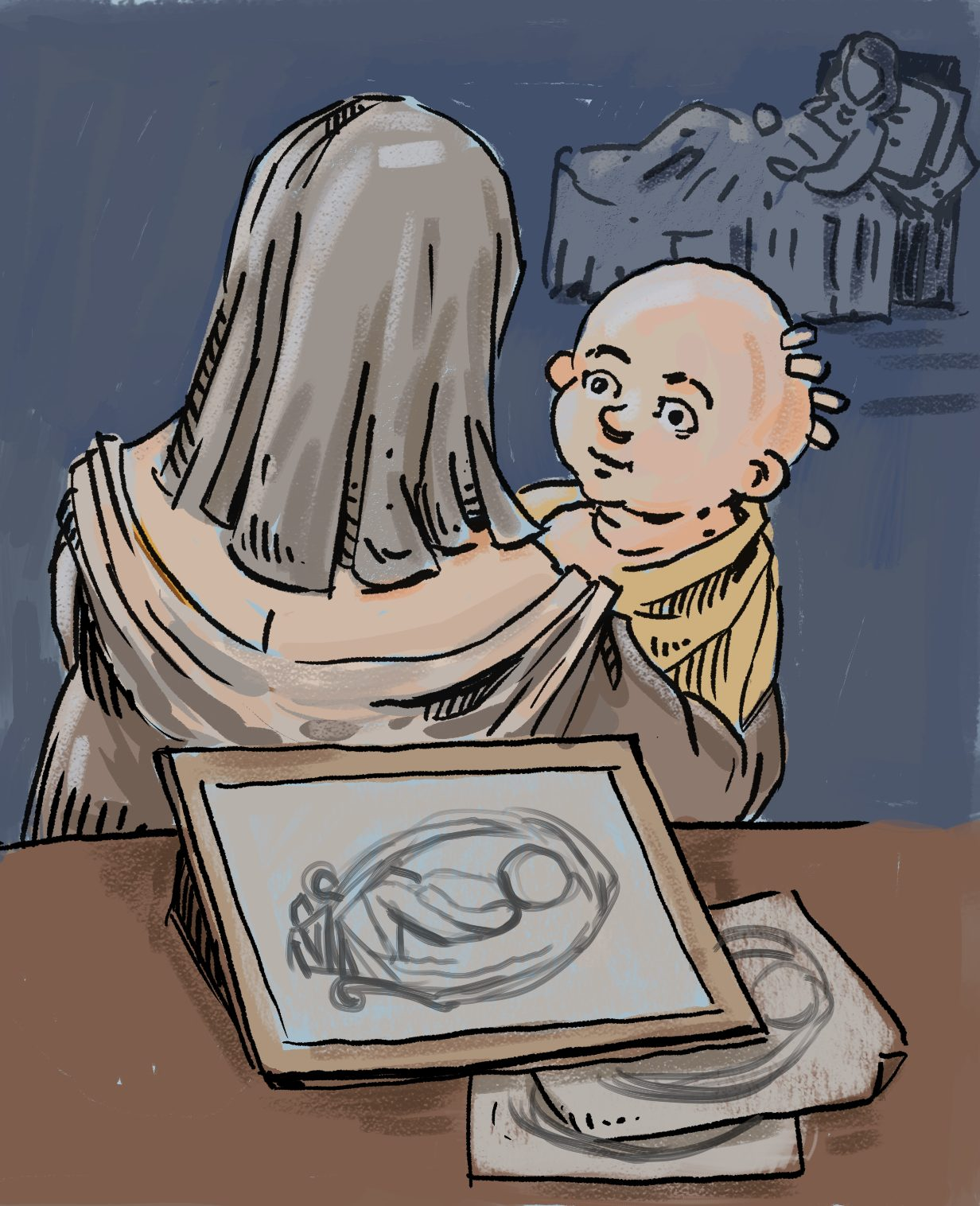
Jane Sharp

Jane Sharp, née vers 1641, est une sage-femme et auteure anglaise  du XVIIe siècle. Elle est connue comme une contributrice majeure du débat entre les sages-femmes et les accoucheurs autour de la médicalisation de l'accouchement des XVIIe et XVIIIe siècles. Son traité The Midwives Book: or the Whole Art of Midwifery Discovered, publié en 1671, est le premier ouvrage de maïeutique écrit par une britannique et le premier manuel en anglais sur l'anatomie féminine rédigé par une femme pour les femmes.

## Biographie
Le peu de choses que l'on sait de la vie de Jane Sharp repose sur ses écrits. Elle serait née à Shrewsbury, principale ville du comté de Shropshire, en Angleterre.
La page de titre de son manuel affirme qu'elle pratique comme sage-femme depuis plus de trente ans : « practitioner in the art of midwifry [sic] above thirty years ». Il semblerait qu'elle exerce à Londres, même si le nom de Jane Sharp n'apparaît dans aucun registre de l'Église d'Angleterre, ni comme témoin signant l'un des près de 500 certificats délivrés par les sages-femmes londoniennes entre 1661 et 1669 conservés à ce jour. Elle n'apparaît pas non plus sur aucun des registres de l'Église catholique à cette époque. Jane Sharp appartient peut-être au mouvement puritain, ce qui expliquerait le fait qu'elle soit lettrée : les puritaines étaient plus fréquemment alphabétisées que les catholiques ou les anglicanes,. Le fait qu'elle écrive et qu'elle ait la possibilité de voyager à Londres et ailleurs suggère qu'elle est aisée financièrement, mais il n'est pas certain qu'elle ait reçu une éducation formelle. Bien qu'aucun enregistrement de son mariage n'ait pu être retrouvé, il est certain qu'elle a au moins eu une fille ou une belle-fille car la sage-femme Anne Parrott de St Clement Danes à Londres lègue une petite somme à « Sarah Sharp the daughter of Jane Sharp » (« Sarah Sharp, fille de Jane Sharp »).
Vu le peu de connaissances dont on dispose sur sa vie personnelle ainsi que l'absence de la mention de sa mort sur les registres officiels, certains chercheurs ont avancé que le nom de Jane Sharp pouvait être un pseudonyme, ce qui était très fréquent pour les œuvres rédigées par des femmes au XVIIe siècle,.

## Formation
On ignore si Jane Sharp reçoit une éducation formelle, mais elle affirme avoir pratiqué la maïeutique durant trente ans. Comme sage-femme, elle doit avoir été éduquée mais, à l'inverse des chirurgiens masculins de l'époque, les sages-femmes reçoivent rarement une formation médicale formelle. À la place, c'est par la pratique qu'elles apprennent une profession qui est l'une des très rares offertes aux femmes à cette époque, sanctionnée par les paroisses anglicane et catholique au cours du XVIe siècle et du XVIIe siècle. Bien que les hommes commencent à intégrer cette discipline, les normes sociales anglaises de l'époque voient la naissance comme un domaine exclusivement féminin et découragent les hommes d'y intervenir. En ce temps, la plupart des naissances ont lieu au domicile de la mère, sous la supervision d'une sage-femme de sexe féminin. Jane Sharp, parmi ses conseils pratiques, enjoint les femmes à adopter une position confortable durant le travail, préconisant même un accouchement debout, au moyen d'une chaise d'accouchement.
Au-delà de ces conseils pratiques, les écrits de Jane Sharp s'étendent aux questions médicales. Alors que les femmes dominent la profession de sage-femme, les hommes reçoivent une éducation formelle en vue de devenir médecins ou chirurgiens,. Elle écrit pour les femmes sur leurs problèmes médicaux en utilisant les connaissances médicales admises à l'époque et sa propre expérience pratique pour compléter les connaissances médicales de ses lectrices.

## Travaux
Jane Sharp est une sage-femme et auteure anglaise connue, avec Sarah Stone (en) (1737), Elizabeth Nihell (1760), Margaret Stephen (1795) et Martha Mears (1797) comme l'une des cinq femmes célèbres pour leurs écrits en obstétrique en anglais avant 1800 et ayant participé au débat entre les sages-femmes et les accoucheurs autour de la médicalisation de l'accouchement. Celles-ci opposent leur pratique de l'accouchement centrée sur la femme aux docteurs hommes inexpérimentés et se rejoignent dans leur confiance dans la puissance du corps féminin et dans la nature, ainsi que dans leur volonté de maintenir une forme de « normalité » dans l'accouchement.

### The Midwives Book
Son traité The Midwives Book: or the Whole Art of Midwifery Discovered, publié en 1671, est le premier ouvrage de maïeutique écrit par une britannique.
La première édition de The Midwives Book, or, The Whole Art of Midwifry Discovered est publiée en 1671, puis des éditions subséquentes paraissent en 1674, 1724 et 1725. Les deux premières sont publiées par Simon Miller et les troisième et quatrième éditions posthumes par John Marshall (en) sous le titre The Compleat Midwife's Companion. Publié sous la forme d'un petit in-octavo, le Midwives Book est un long texte de 95'000 mots vendu pour deux shillings et six pence (0,125 £),. Sa longueur et son prix suggèrent un public cible aisé, mais il est avant tout destiné aux sages-femmes en exercice, à qui Jane Sharp s'adresse en ouverture de son traité :

« TO THE MIDWIVES OF ENGLAND.
Sisters.
I Have often sate down sad in the Consideration of the many Miseries Women endure in the Hands of unskilful Midwives; many professing the Art (without any skill in Anatomy, which is the Principal part effectually necessary for a Midwife) meerly for Lucres sake. I have been at Great Cost in Translations for all Books, either French, Dutch, or Ita∣lian of this kind. All which I offer with my own Experience. Humbly begging the assistance of Almighty God to aid you in this Great Work, and am
Your Affectionate Friend 
Jane Sharp. »

— Jane Sharp, The Midwives Book, Preface
.

« AUX SAGES-FEMMES D'ANGLETERRE,
Mes Sœurs,
Je me suis souvent assise tristement en constatant les nombreux malheurs que les femmes endurent dans les mains de sages-femmes incompétentes; beaucoup se réclament de l'Art sans aucune compétence en anatomie, ce qui est la matière principale et essentielle nécessaire à une sage-femme, dans un but purement lucratif. J'ai fourni de grands efforts de traduction de tous les livres en français, en néerlandais ou en italien traitant du sujet. Tout ce que j'ai à offrir est ma propre Expérience. Je demandant humblement à Dieu Tout-Puissant de vous assister dans cette Grande Œuvre et suis
Votre affectueuse Amie,
Jane Sharp. »

— Jane Sharp, The Midwives Book, Préface [Traduction libre]
.
La première édition est dédiée à Lady Elleanour Talbutt, sœur de John Talbot, 10e comte de Shrewsbury, que Jane Sharp désigne comme sa « much esteemed and ever honoured friend », ce qui semble prouver également les liens de Jane Sharp avec l'ouest de l'Angleterre. La page de titre décrit Jane Sharp comme « Practitioner in the Art of midwivry above thirty years » (pratiquant l'Art de la maïeutique depuis trente ans) au moment de la publication. Les éditions suivantes, incluant le texte posthume The Compleat Midwife's Companion publié en 1724, affirme que Jane Sharp aura pratiqué plus de quarante ans.

#### But et structure
The Midwives Book est publié en 1671 pour instruire les femmes sur la manière de concevoir un enfant, faire durer leur grossesse, se préparer pour l'accouchement, pour prendre soin d'un nouveau-né et sur les soins à prodiguer aux femmes après l'accouchement. Ainsi, ce n'est pas seulement un manuel pour les sages-femmes, mais pour les hommes et les femmes qui souhaitent s'instruire sur l'anatomie et la sexualité. La plupart des traités de maïeutique de l'époque étaient rédigés par des hommes, dont certains n'avaient même jamais assisté à une naissance,. Le livre de Jane Sharp se focalise sur la pratique. Elle utilise également ce guide pratique pour exposer ses opinions sur l'éducation des femmes, sur les accoucheurs et sur la sexualité féminine. C'est aussi la raison de son utilisation de la langue vernaculaire. Elle déclare « hard words... are but the shell of knowledge » (les mots compliqués ne sont qu'une coquille de savoir).

La représentation par Jane Sharp d'une femme s'apprêtant à accoucher

Son manuel se divise en six parties:
- I. An Anatomical Description of the Parts of Men and Women (L'anatomie des organes sexuels mâles et femelles et leur usage pour la reproduction)
- II. What is requisite for Procreation: Signes of a Womans being with Child, and whether it be Male or Female, and how the Child is formed in the womb (Description de la reproduction sexuée, conseils sur la conception et pour noter les indices de la grossesse et du processus de gestation)
- III. The causes and hinderance of conception and Barrenness, and of the paines and difficulties of Childbearing with their causes, signes and cures (Conseils pour améliorer la fertilité et prendre soins des femmes enceintes)
- IV. Rules to know when a woman is near her labour, and when she is near conception, and how to order the Child when born (Guide pour préparer les femmes pour le travail, proposant des rôles et des responsabilités pour les sages-femmes et les deux parents, et sur la manière d'examiner et de s'occuper d'un nouveau-né)
- V. How to order women in Childbirth, and of several diseases and cures for women in that condition (Enseigne aux sages-femmes comment gérer l'accouchement dans diverses conditions et circonstances et comment s'occuper des femmes souffrant de différentes affections durant la grossesse et l'accouchement)
- VI. Of Diseases incident to women after conception; Rules for the choice of a nurse; her office; with proper cures for all diseases Incident to young Children (Traite des aspects des soins post-partum pour la femme et son nouveau-né, y compris le soutien nutritif de l'enfant, les techniques d'allaitement, et les soins de nombreuses maladies sexuellement transmissibles, telles que la syphilis)[17].

La représentation par Jane Sharp de fœtus in utero.

#### Style
Les écrits de Jane inspirent les connaissances médicales consensuelles de l'époque, suggérant que ses publications scientifiques et médicales étaient beaucoup lues par les professionnels dans les publications scientifiques et médicales. En écrivant dans la langue vernaculaire, elle transmet les techniques chirurgicales et pharmacologiques aux femmes qui se forment ainsi à la profession de sages-femmes, de sorte à ne pas devoir toujours dépendre des médecins de sexe masculin lors de complications ou d'urgences survenant lors de l'accouchement.
Jane Sharp utilise la technique des lieux communs très répandue dans les écrits scientifiques de l'époque. Son manuel est constitué de ces lieux communs, associés, comme une forme de scrapbooking, à des informations provenant d'autres sources reconnues, ainsi que des notes, remarques, annotations, tables et illustrations. Cette composition permet à Jane Sharp d'intégrer à son ouvrage les connaissances académiques d'alors sur l'anatomie, l'enfantement et la santé féminine, tout en les complétant de son expertise tirée de sa pratique. Elle résume ainsi, en les corrigeant parfois, les connaissances médicales relatives à l'anatomie féminine, à la reproduction et à la naissance, Par exemple, elle mentionne les théories remontant à l'antiquité grecque de la médecine humorale, telle que développée et pratiquée par Aristote, Hippocrate et Claude Galien, qui présupposait que le sang menstruel féminin nourrissait le fœtus. Elle explique ensuite l'opinion prédominante de son époque, partagée par Fernelius, Pline le Jeune, Columelle, qui affirmaient que le sang menstruel empoisonnait le fœtus. Puis viennent ses observations, qui corrigent ces deux théories : « Pour leur répondre à tous [...] Hippocrate se trompait [...] [car] si l'enfant n'est pas nourri avec ce sang, alors que devient ce sang quand les femmes sont enceintes ? » (« But to answer all... Hippocrates was mistaken... [for] if the child be not fed with this blood what becomes of this blood when women are with child ? »:143–144). En se reposant directement sur des sources académiques, Jane Sharp démontre ses connaissances de la tradition médicale établie, tout en légitimant l'expertise qu'elle a acquise de sa pratique comme sage-femme en montrant comment celle-ci permet d'enrichir le savoir médical.
Ainsi Jane Sharp expérimente et remet en question les méthodes académiques des médecins masculins formés uniquement à la théorie par des corrections basées sur les connaissances empiriques qu'elle a tirées de son expérience pratique, créant ainsi un guide de l'anatomie féminine accessible remettant en question l'autorité du savoir académique,.

### Prises de positions
Le livre de Jane Sharp combine les connaissances médicales de l'époque avec des anecdotes personnelles et avance que la maïeutique devrait être réservée aux femmes, à une époque où les hommes deviennent de plus en plus nombreux dans le domaine. Elle presse les sages-femmes d'apprendre les techniques chirurgicales et pharmaceutiques afin de ne plus devoir recourir à un médecin masculin si des complications surviennent. Bien que les connaissances acquises par les hommes à l'universités aient plus de prestige, ceux-ci manquent souvent de l'expérience dont bénéficient les sages-femmes. Le fait que le célèbre médecin et auteur Nicholas Culpeper admette qu'il n'ait jamais assisté à un accouchement en est un exemple notable. Jane Sharp souligne que ce sont la pratique et l'expérience, combinées à la connaissance des textes médicaux, qui produisent le meilleur clinicien, et pas uniquement des connaissances théoriques : 

« It is not hard words that perform the work, as if none understood the Art that cannot understand Greek. Words are but the shell, that we often break our Teeth with them to come at the kernel. »

— Jane Sharp.
.

« Ce ne sont pas les mots compliqués qui font le travail, comme si celui qui ne connaissait pas le grec ne pouvait rien comprendre à cet Art. Les mots ne sont qu'une coquille car nous devons souvent nous casser les dents sur eux pour en atteindre le cœur »

— traduction libre
.
En s'opposant à la tendance montante du recours à des médecins masculins, elle exprime une croyance selon laquelle les femmes ont une inclinaison naturelle pour la profession de sage-femme. Elle reconnaît que les hommes ont un meilleur accès à l'éducation et qu'ils possèdent généralement de plus grandes connaissances théoriques, mais elle déplore leur manque de compétences pratiques. Elle appelle les sages-femmes féminines à mettre fin à leur dépendance totale envers les docteurs masculins et à apprendre comment gérer les urgences et les complications par elles-mêmes. Se plaignant des insuffisances de l'éducation des femmes, elle ajoute que les femmes ne peuvent que rarement atteindre le niveau de connaissances des choses qu'ont les hommes qui sont éduqués dans des universités (« women cannot attain so rarely to the knowledge of things as many [men] may, who are bred up in universities »).
Jane Sharp met en garde les femmes contre l'interventionnisme des médecins masculins, qui entraîne souvent des complications en chaîne et enjoint les femmes à écouter leur corps. À l'inverse de ces confrères masculins, elle accorde une grande attention au  bien-être physique et psychologique des mères pendant et après l'accouchement.

### Autres manuels de maïeutique
The Midwives Book s'inspire de sources contemporaines telles que les ouvrages de Nicholas Culpepper's A Directory for Midwives (1651) et de Daniel Sennert Practical Physick (1664), mais en corrigeant leurs erreurs et en modifiant la tonalité afin de refléter ses propres opinions protoféministes.
Les manuels de maïeutique commençaient en Angleterre par le texte The Byrth of Mankynd, une traduction de 1540 du Rosengarten d'Eucharius Rösslin. Depuis cette époque et jusqu'à la publication de The Midwives Book, ces manuels sont exclusivement rédigés par des auteurs masculins sans aucune expérience pratique. Plutôt que d'interroger les sages-femmes et les mères, ils se réfèrent aux traductions des Grecs anciens et à d'autres traités d'obstétrique, également écrits par des hommes inexpérimentés. Ces écrivains démontraient dans leurs traités une fascination grotesque pour la sexualité féminine qui les amènent à percevoir les femmes comme hypersexuelles, excessives, faibles et comme des êtres inférieurs, dont la valeur ne se calcule qu'en termes de leur utilité pour les hommes.
L'introduction de l'édition de 1999 de The Midwives Book affirme:

« For all the parallels between The Midwives Book and its male equivalents, then, the differences in detail result in a fundamental shift in the way sexuality and gender are conceptualized. »

.

« En dépit de tous les parallèles qu'on peut établir entre The Midwives Book et les autres manuels écrits par des hommes, les différences de détails result in a fundamental shift in the way sexuality and gender are conceptualized produisent un changement fondamental dans la façon de conceptualiser la sexualité et le genre. »

— traduction libre
.

## Héritage
The Midwives Book: or the Whole Art of Midwifry Discovered prodigue de précieux conseils à un moment où les sages-femmes étaient confrontées au changement. Sa popularité indique qu'il s'agissait probablement d'un classique au XVIIIe siècle. Il continue d'être réédité comme un ouvrage de références sur les femmes, l'accouchement et la sexualité jusqu'au début de la période moderne.
Le roman pour enfants de 1991 de Karen Cushman, The Midwife's Apprentice (en), qui remporte la Médaille Newbery en 1996, présente un personnage basé sur Jane Sharp.